# إقليم شفشاون

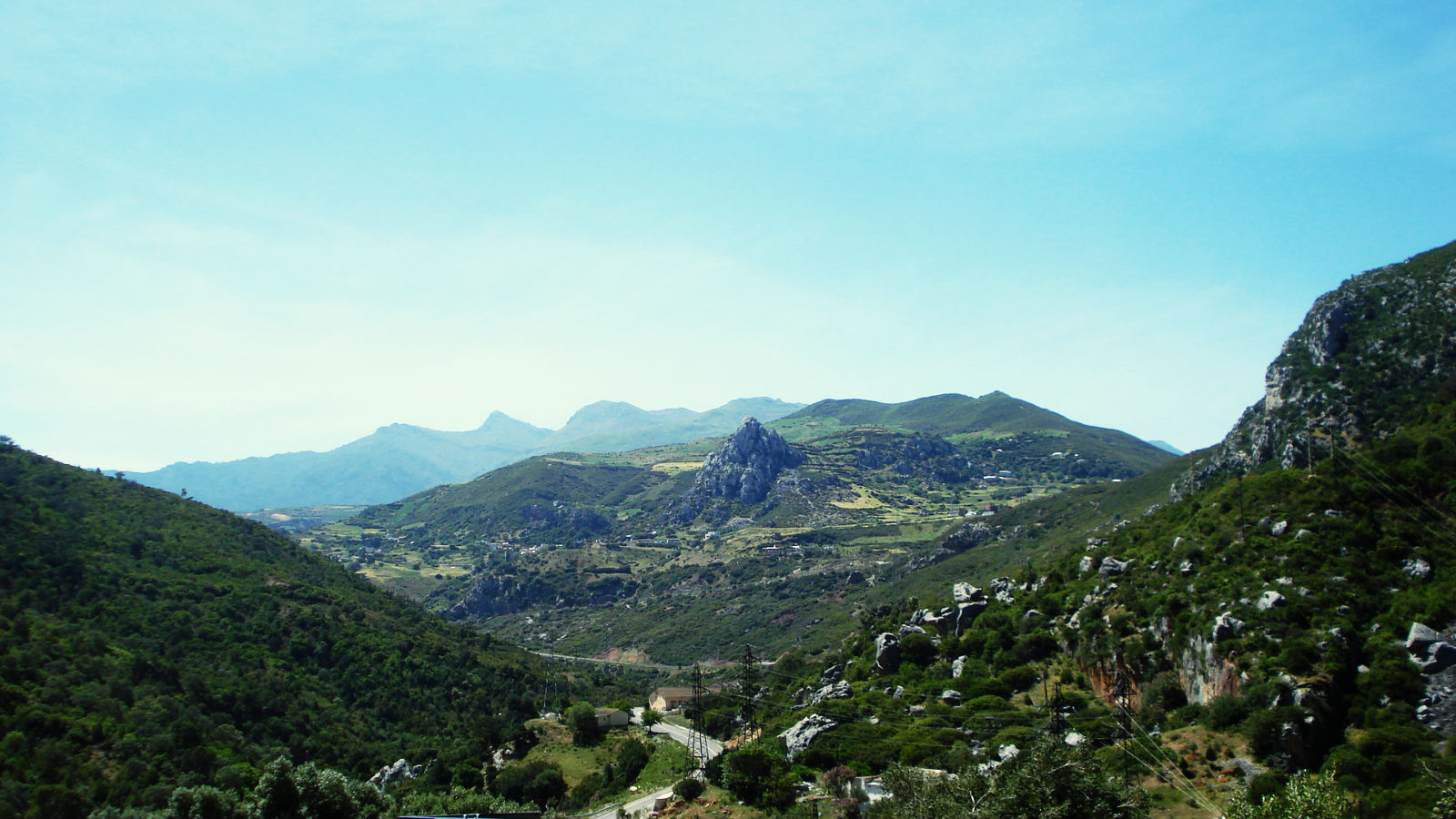

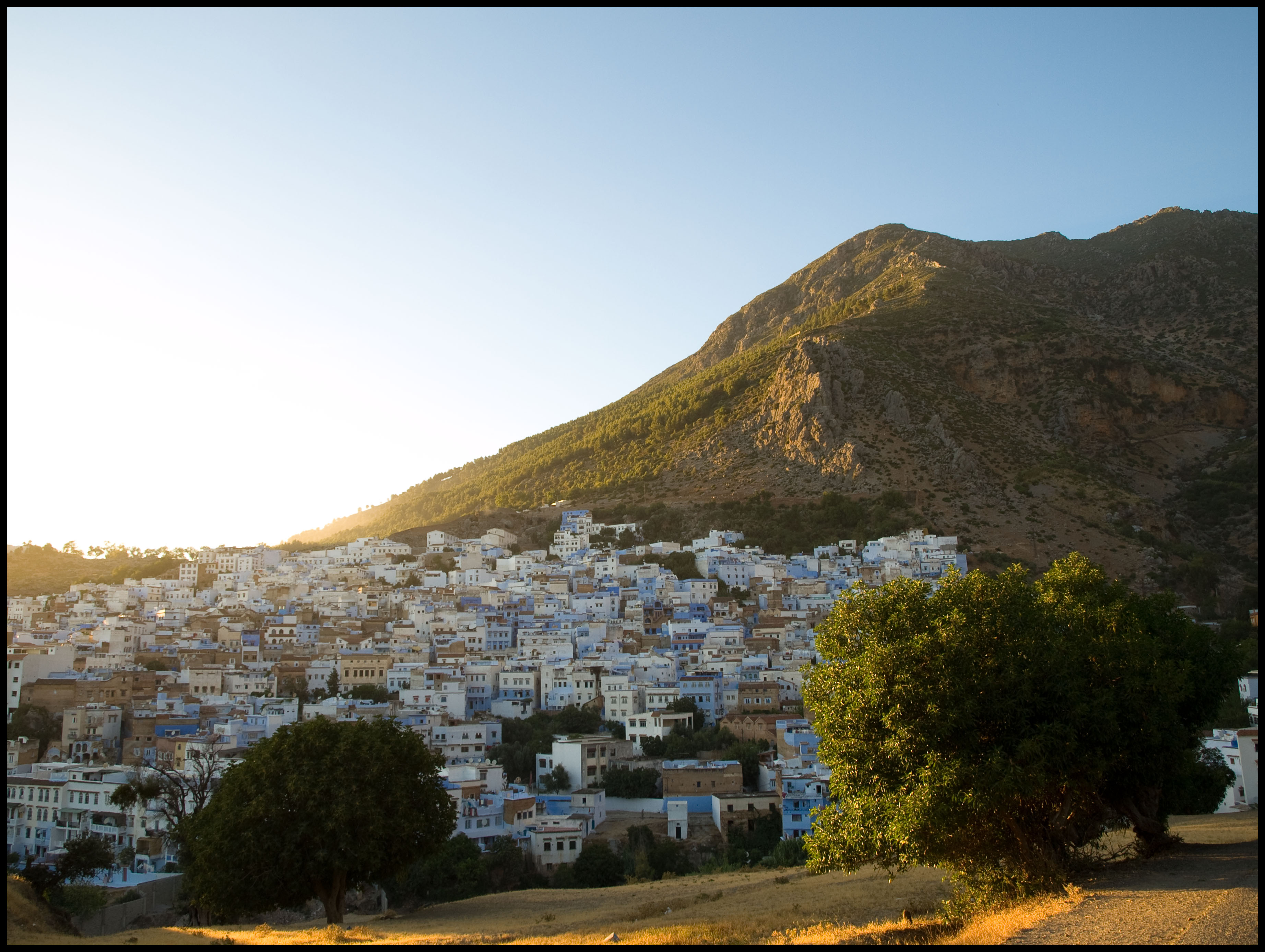

إقليم شفشاون هو أحد الأقاليم المغربية، ينتمي لجهة طنجة تطوان ويقع شمال البلاد في جبال الريف، يطل على البحر الأبيض المتوسط. الإقليم يضم 524.602 ساكنا (2004).
يقع اقليم شفشاون على سلسلة جبال الريف التي تتميز بصعوبة التضاريس وبنية جيولوجية حديثة ذات صخور كلسية وجيرية وصلصلية ووعورة المسالك، ومن أهم جبال الإقليم جبل لقرع بباب تازة الذي يصل علوه إلى 2.159م وجبل تسوكا بباب تازة 2.122 متر وجبل تزران بباب برد 2.106 مترا. أما مدينة شفشاون حاضرة الإقليم فانها تقع على ارتفاع 600 متر عن سطح البحر.

## المناطق الكبرى
| الجماعة  | عدد السكان (2 سبتمبر 1994) | عدد السكان (2 سبتمبر 2004) |
| -------- | -------------------------- | -------------------------- |
| شفشاون   | 42.914                     | 35.709                     |
| باب برد  | 4.130                      | 5.043                      |
| باب تازة | 3.067                      | 4.006                      |
| بريكشة   | 1.578                      | 1.510                      |
| الجبهة   | 2.406                      | 2.984                      |
| مقريصات  | 1.567                      | 1.680                      |
| زومي     | 3.264                      | 3.830                      |

## التقسيم الإداري
يضم إقليم شفشاون 1 جماعة حضرية و25 جماعة قروية:

### جماعات حضرية
- شفشاون

### جماعات قروية
| - أمتار - اسطيحة - باب برد - باب تازة - بني أحمد الشرقية - بني أحمد الغربية - بني بوزرة - بني دركول - بني فغلوم - بني منصور (المغرب) | - بني رزين - بني صالح - بني سلمان - بني سميح - دردارة (المغرب) - فيفي - لغدير - المنصورة | - مثيوة - ووزڭان - واد ملحة - تالمبوط - تمروت - تانقوب - تاسيفت - تزڭان - الجبهة |